# شيلبي ميلر
شيلبي ميلر (بالإنجليزية: Shelby Miller)‏ هو لاعب كرة قاعدة أمريكي، ولد في 10 أكتوبر 1990 في هيوستن في الولايات المتحدة.

## وصلات خارجية
- شيلبي ميلر على موقع دوري كرة القاعدة الرئيسي (الإنجليزية)
- شيلبي ميلر على موقعبيزبول رفرنس.كوم (الدوري الرئيسي) (الإنجليزية)
- شيلبي ميلر على موقعبيزبول رفرنس.كوم (الدوري الثانوي) (الإنجليزية)
- شيلبي ميلر على موقع إي إس بي إن.كوم (أم.أل.بي) (الإنجليزية)
- شيلبي ميلر على موقع مشجعي الرسوم البيانية (الإنجليزية)